# Phaeomegaceros coriaceus
Phaeomegaceros coriaceus är en bladmossart som först beskrevs av Franz Stephani, och fick sitt nu gällande namn av R.J.Duff, J.C.Villarreal, Cargill et Renzaglia. Phaeomegaceros coriaceus ingår i släktet Phaeomegaceros och familjen Dendrocerotaceae. Inga underarter finns listade i Catalogue of Life.